# Nuoto ai campionati mondiali di nuoto 2009 - 400 metri stile libero maschili
La specialità dei 400 metri stile libero maschili ai campionati mondiali di nuoto 2009 si è svolta al complesso natatorio del Foro Italico di Roma, in Italia.
Le qualifiche per finale si sono svolte la mattina del 26 luglio 2009, mentre la finale si è svolta la sera dello stesso giorno.

## Medaglie
| Posizione | Atleta           | Paese    |
| --------- | ---------------- | -------- |
|           | Paul Biedermann  | Germania |
|           | Oussama Mellouli | Tunisia  |
|           | Zhang Lin        | Cina     |

## Record
Prima della manifestazione il record del mondo (WR) e il record dei campionati (CR) erano i seguenti.
|  | 3'40"08 | Ian Thorpe Australia | 30 luglio 2002 Manchester, Regno Unito |
|  | 3'40"17 | Ian Thorpe Australia | 22 luglio 2001 Fukuoka, Giappone       |

Durante l'evento sono stati migliorati i seguenti record:
| Data      | Evento | Atleta          | Nazione  | Tempo   | Record |
| --------- | ------ | --------------- | -------- | ------- | ------ |
| 26 luglio | Finale | Paul Biedermann | Germania | 3:40.07 |        |

## Batterie
Le qualificazioni per la finale si sono svolte la mattina del 26 luglio, mentre la finale si è svolta la sera del 26 luglio.
| Pos. | Atleta                         | Nazionalità                   | Tempo   | Batteria | Corsia | Note |
| ---- | ------------------------------ | ----------------------------- | ------- | -------- | ------ | ---- |
| 1    | Paul Biedermann                | Germania                      | 3:43.01 | 9        | 2      | RE   |
| 2    | Zhang Lin                      | Cina                          | 3:43.58 | 9        | 4      |      |
| 3    | Oussama Mellouli               | Tunisia                       | 3:43.78 | 8        | 4      |      |
| 4    | Mads Glæsner                   | Danimarca                     | 3:44.59 | 8        | 3      |      |
| 5    | Peter Vanderkaay               | Stati Uniti                   | 3:45.40 | 10       | 5      |      |
| 6    | David Davies                   | Gran Bretagna                 | 3:45.43 | 9        | 3      |      |
| 7    | Ryan Cochrane                  | Canada                        | 3:45.52 | 8        | 5      |      |
| 8    | Gergő Kiss                     | Ungheria                      | 3:45.68 | 8        | 6      | NR   |
| 9    | Daniel Madwed                  | Stati Uniti                   | 3:45.95 | 9        | 7      |      |
| 10   | Nikita Lobintsev               | Russia                        | 3:45.97 | 9        | 5      |      |
| 11   | Robert Hurley                  | Australia                     | 3:46.01 | 10       | 2      |      |
| 12   | Park Taehwan                   | Corea del Sud                 | 3:46.04 | 10       | 4      |      |
| 13   | Jean Basson                    | Sudafrica                     | 3:46.64 | 10       | 8      |      |
| 14   | Robert Renwick                 | Gran Bretagna                 | 3:46.75 | 9        | 0      |      |
| 15   | Takeshi Matsuda                | Giappone                      | 3:46.95 | 10       | 3      |      |
| 16   | Massimiliano Rosolino          | Italia                        | 3:47.05 | 10       | 6      |      |
| 17   | Cesare Sciocchetti             | Italia                        | 3:47.40 | 8        | 7      |      |
| 18   | Sun Yang                       | Cina                          | 3:47.51 | 10       | 0      |      |
| 19   | David Brandl                   | Austria                       | 3:47.61 | 9        | 8      |      |
| 20   | Ahmed Mathlouthi               | Tunisia                       | 3:47.83 | 10       | 7      |      |
| 21   | Ryan Napoleon                  | Australia                     | 3:47.98 | 10       | 1      |      |
| 22   | Pál Joensen                    | Fær Øer                       | 3:48.93 | 8        | 1      |      |
| 23   | Jon Rahauge Rud                | Danimarca                     | 3:49.17 | 10       | 9      |      |
| 24   | Péter Bernek                   | Ungheria                      | 3:49.43 | 7        | 4      |      |
| 25   | Sho Uchida                     | Giappone                      | 3:50.16 | 8        | 2      |      |
| 26   | Moss Burmester                 | Nuova Zelanda                 | 3:51.31 | 8        | 8      |      |
| 27   | Blake Worsley                  | Canada                        | 3:51.86 | 6        | 5      |      |
| 28   | Gard Kvale                     | Norvegia                      | 3:52.22 | 8        | 0      |      |
| 29   | Dominik Koll                   | Austria                       | 3:52.57 | 9        | 1      |      |
| 30   | David Karasek                  | Svizzera                      | 3:52.64 | 6        | 4      |      |
| 31   | Esteban Paz                    | Argentina                     | 3:53.07 | 7        | 5      |      |
| 32   | Julio Cesar Galofre Montes     | Colombia                      | 3:54.24 | 6        | 2      |      |
| 33   | Stef Verachten                 | Belgio                        | 3:54.66 | 7        | 3      |      |
| 34   | Djordje Markovic               | Serbia                        | 3:54.87 | 8        | 9      |      |
| 35   | Fabio Pereira                  | Portogallo                    | 3:55.00 | 7        | 7      |      |
| 36   | Daniele Tirabassi              | Venezuela                     | 3:55.55 | 7        | 6      |      |
| 37   | Jorge Maia                     | Portogallo                    | 3:55.76 | 9        | 9      |      |
| 38   | Ryan Harrison                  | Irlanda                       | 3:55.88 | 7        | 1      |      |
| 39   | Jang Sangjin                   | Corea del Sud                 | 3:56.35 | 7        | 2      |      |
| 40   | Mohamed Farhoud                | Egitto                        | 3:57.01 | 7        | 0      |      |
| 41   | Raphael Stacchiotti            | Lussemburgo                   | 3:57.34 | 6        | 3      |      |
| 42   | Daniel Delgadillo              | Messico                       | 3:58.66 | 7        | 8      |      |
| 43   | Jan Karel Petric               | Slovenia                      | 3:58.91 | 6        | 7      |      |
| 44   | Ricardo Monasterio             | Venezuela                     | 3:59.04 | 6        | 1      |      |
| 45   | Mateo De Angulo Velasco        | Colombia                      | 3:59.11 | 6        | 6      |      |
| 46   | Nicolas Rostoucher             | Francia                       | 3:59.15 | 9        | 6      |      |
| 47   | Kemal Arda Gürdal              | Turchia                       | 3:59.47 | 5        | 5      |      |
| 48   | Oleg Rabota                    | Kazakistan                    | 3:59.60 | 6        | 8      |      |
| 49   | Chien Jui-Ting                 | Taipei cinese                 | 3:59.78 | 5        | 4      |      |
| 50   | Sebastian Jahnsen Madico       | Perù                          | 4:01.47 | 5        | 6      |      |
| 51   | Dmitriy Gordiyenko             | Kazakistan                    | 4:02.13 | 5        | 3      |      |
| 52   | Ivan Alejandro Enderica        | Ecuador                       | 4:02.86 | 6        | 0      |      |
| 53   | Saeid Maleka Ashtiani          | Iran                          | 4:03.69 | 4        | 1      |      |
| 54   | Sebastian Arispe Silva         | Perù                          | 4:03.72 | 5        | 2      |      |
| 55   | Lin Kuan-Ting                  | Taipei cinese                 | 4:04.61 | 5        | 8      |      |
| 56   | Sobitjon Amilov                | Uzbekistan                    | 4:04.92 | 4        | 4      |      |
| 56   | Pan Kai-Wen                    | Taipei cinese                 | 4:04.92 | 7        | 9      |      |
| 58   | Irakli Revishvili              | Georgia                       | 4:05.18 | 6        | 9      |      |
| 59   | Hajder Ensar                   | Bosnia ed Erzegovina          | 4:05.50 | 4        | 2      |      |
| 60   | Mandar Divase                  | India                         | 4:06.18 | 1        | 6      |      |
| 61   | Berrada Morad                  | Marocco                       | 4:06.48 | 4        | 5      |      |
| 62   | Marzouq Alsalem                | Kuwait                        | 4:07.43 | 5        | 0      |      |
| 63   | Esteban Enderica               | Ecuador                       | 4:07.58 | 5        | 7      |      |
| 64   | Jose Alberto Montoya           | Costa Rica                    | 4:08.84 | 4        | 7      |      |
| 65   | Gary Pineda                    | Guatemala                     | 4:08.99 | 3        | 2      |      |
| 66   | Yeo Kai Quan                   | Singapore                     | 4:11.32 | 5        | 9      |      |
| 67   | Loai Abdulwahid Tashkandi      | Arabia Saudita                | 4:12.19 | 4        | 3      |      |
| 68   | Colin Bensadon                 | Gibilterra                    | 4:12.31 | 3        | 7      |      |
| 69   | Ahmed Jebrel                   | Palestina                     | 4:12.94 | 3        | 5      |      |
| 70   | Antonio Tong                   | Macao                         | 4:13.87 | 3        | 6      |      |
| 71   | Aleksandr Slepchenko           | Kirghizistan                  | 4:14.31 | 4        | 8      |      |
| 72   | Neil Agius                     | Malta                         | 4:16.10 | 3        | 3      |      |
| 73   | Allan Gabriel Gutierrez Castro | Honduras                      | 4:16.14 | 4        | 6      |      |
| 74   | Radhames Kalaf                 | Rep. Dominicana               | 4:16.29 | 4        | 0      |      |
| 75   | Rafael Alfaro                  | El Salvador                   | 4:16.95 | 3        | 1      |      |
| 76   | Vitalii Khudiakov              | Kirghizistan                  | 4:17.26 | 3        | 4      |      |
| 77   | Luis Andres Martorell Name     | Honduras                      | 4:18.18 | 3        | 9      |      |
| 78   | Ngou Pok Man                   | Macao                         | 4:18.21 | 2        | 4      |      |
| 79   | Cheah Mingzhe Marcus           | Singapore                     | 4:19.28 | 5        | 1      |      |
| 80   | Ignacio Iván Quevedo Bubba     | Bolivia                       | 4:20.09 | 2        | 5      |      |
| 80   | Omar Nunez                     | Nicaragua                     | 4:20.09 | 3        | 8      |      |
| 82   | Heimanu Sichan                 | Polinesia francese            | 4:20.11 | 4        | 9      |      |
| 83   | Ali Al Kaabi                   | Emirati Arabi Uniti           | 4:25.78 | 2        | 7      |      |
| 84   | Jean Marie Emmanuel Froget     | Mauritius                     | 4:26.48 | 2        | 3      |      |
| 85   | Paul Elaisa                    | Figi                          | 4:26.61 | 2        | 1      |      |
| 86   | Douglas Miller                 | Figi                          | 4:27.13 | 2        | 2      |      |
| 87   | Vincent Perry                  | Polinesia francese            | 4:27.41 | 3        | 0      |      |
| 88   | Ahmed Majeed Ali Tayawi        | Iraq                          | 4:30.55 | 2        | 8      |      |
| 89   | Mathieu Gilles Marquet         | Mauritius                     | 4:32.36 | 2        | 6      |      |
| 90   | Adam Viktora                   | Seychelles                    | 4:43.14 | 2        | 9      |      |
| 91   | Shin Kimura                    | Isole Marianne Settentrionali | 4:47.58 | 2        | 0      |      |
| 92   | Elio Berberi                   | Albania                       | 4:49.85 | 1        | 5      |      |
| 93   | Henk Aloysius Lowe             | Guyana                        | 4:52.56 | 1        | 4      |      |
| 94   | Ibrahim Shameel                | Maldive                       | 5:28.11 | 1        | 3      |      |

## Finale
| Pos. | Atleta           | Nazionalità   | Corsia | Tempo   | Note |
| ---- | ---------------- | ------------- | ------ | ------- | ---- |
|      | Paul Biedermann  | Germania      | 4      | 3:40.07 | WR   |
|      | Oussama Mellouli | Tunisia       | 3      | 3:41.11 | AfR  |
|      | Lin Zhang        | Cina          | 5      | 3:41.35 | AsR  |
| 4    | Peter Vanderkaay | Stati Uniti   | 2      | 3:43.20 |      |
| 5    | Mads Glæsner     | Danimarca     | 6      | 3:44.40 |      |
| 6    | Gergő Kis        | Ungheria      | 8      | 3:46.30 |      |
| 7    | Ryan Cochrane    | Canada        | 1      | 3:46.60 |      |
| 8    | David Davies     | Gran Bretagna | 7      | 3:47.02 |      |